# Scanning tunneling microscopy

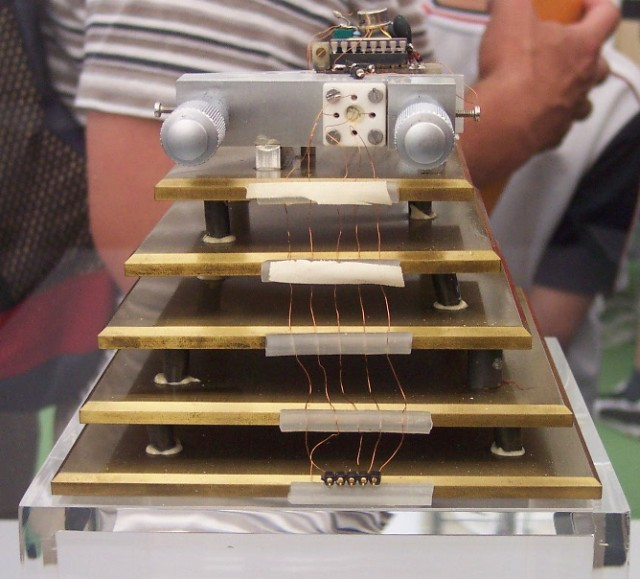
Een scanning tunneling microscoop met een stapel geveerde platen om bewegingen te dempen, 2004.

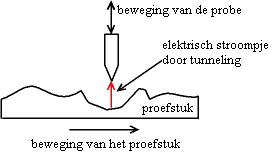
Principe van STM, Scanning tunneling microscopie. Probe = naald.

Scanning tunneling microscopy (STM) is een techniek waarmee men op atomaire schaal de topografie van een voorwerp kan bepalen. Hij is rond 1980 ontwikkeld door onderzoekers van de IBM-onderzoekslaboratoria. STM was een grote revolutie, omdat voor het eerst atomen één voor één in beeld kwamen. In 1986 ontvingen de ontwikkelaars, Gerd Binnig en Heinrich Rohrer, voor hun werk de Nobelprijs voor de Natuurkunde.

## Werking
De scanning-tunnelingmicroscoop of rastertunnelmicroscoop werkt niet met golven of deeltjes die een afbeelding maken van een object, maar met een naald (probe) waarvan de punt slechts een enkel atoom groot is. Deze naald wordt vlak boven het object gebracht, zo dichtbij dat de golffuncties van de naald en het object overlappen. Zodra dat het geval is treedt tunneling van elektronen op: elektronen kunnen door de ruimte tussen het object en de naald tunnelen, en er begint een stroom te lopen. Door het exponentiële verval van de golffuncties is de tunnelstroom sterk afhankelijk van de precieze afstand tussen het object en de naald; door de naald op of neer te bewegen kan de tunnelstroom worden ingesteld.
Om van scanning tunneling microscopy gebruik te kunnen maken, moet het object elektrisch geleidend zijn. Op basis van soortgelijke technieken zijn later andere microscopen ontwikkeld, bijvoorbeeld de atoomkrachtmicroscoop, die deze beperking niet hebben en dus op niet-geleidende voorwerpen werken.
Om de minuscule bewegingen uit te voeren die nodig zijn voor een scanning-tunnelingmicroscoop wordt gebruikgemaakt van piëzo-elektrische kristallen: dat zijn kristallen die krimpen en uitzetten onder invloed van een elektrische spanning.

## Beeldvorming
Om een beeld te maken wordt de naald in lijnen over het object bewogen. Tijdens deze beweging wordt geprobeerd om de tunnelstroom constant te houden. De verticale beweging die daarvoor nodig is geeft een beeld van de bergen en dalen op het oppervlak van het object.

## Meting
Door de spanning op de naald aan te passen en het effect op de tunnelstroom te meten, kan men eigenschappen van de atomen in het object leren kennen.

## Atomen verplaatsen
Met de scanning-tunnelingmicroscoop kan men niet alleen oppervlakken bestuderen, maar ook beïnvloeden: men kan atomen op het oppervlak van het object manipuleren - erbij zetten, verplaatsen en weghalen - door handig gebruik te maken van de naald en het elektrisch veld van de microscoop.